# Sophie Gemal
Sophie Gemal (Bayelsa, 1989) è una modella nigeriana, eletta Most Beautiful Girl in Nigeria il 25 giugno 2011 presso l'Eko Victoria Island Hotel and Suites di Lagos.
Sophie Gemal, che è alta un metro e settantadue, ha rappresentato la propria nazione al concorso di bellezza internazionale Miss Universo 2011, che si è tenuto a São Paulo, in Brasile, il 12 settembre 2011.